# 도로시 데이븐포트

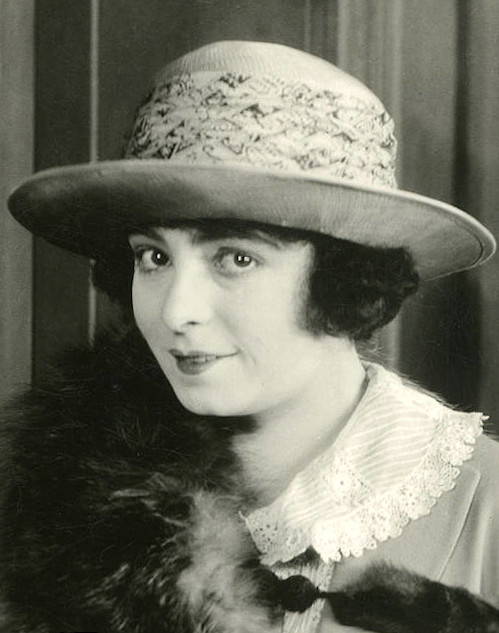

도로시 데이븐포트(Dorothy Davenport, 1895년 3월 13일 ~ 1977년 10월 12일)는 미국의 배우, 각본가, 영화 감독, 프로듀서이다. 프란시스 커버 더 빅 타운 등의 작품에 참여했다.
영화 공연자의 가정에서 태어난 데이븐포트는 영화 배우이자 감독 월리스 레이드와 결혼하기 전까지 홀로 경력을 쌓았다.
1923년 1월 31세의 나이로 사망했다.